# Burgstall Winzberg
Der Burgstall Winzberg (früher auch Wintsperg genannt) ist eine abgegangene Höhenburg im gleichnamigen Ortsteil Winzberg der Gemeinde Kirchberg ob der Donau im Bezirk Rohrbach von Oberösterreich und steht unter Denkmalschutz (Listeneintrag).

## Lage
Die Reste der Burg Winzberg befinden sich hoch über der Donau auf einem Hangsporn oberhalb der Exlau (früher auch als Öxlau oder Ochsenau bekannt). Der Burgstall liegen unweit der Burg Neuhaus und ist nur für Geübte zu erreichen.

## Geschichte
Als Erster ist ein Wernherr von Winzberg (* um 1190, † 1227) bekannt; dieser war verheiratet mit Helene, Tochter des Ulrich von Tannberg. 1260 scheint Wernher de Winzberch in einer Urkunde auf. 1309 und 1312 wird Wilhalm de Winsperger genannt, 1329 die Veste Winsperg und was dazugehört. Die Winzberger waren Dienstmannen der Tannberger. Ab 1397 gelten sie als ausgestorben oder abgewandert.

## Burgstall Winzberg heute
Der Burggraben ist im Halbrund von Hangseite zu Hangseite gezogen. Der Hang zur Donau hin ist mit den Trümmern der Burg (nicht bearbeitetes, aber größenmäßig ausgewähltes Bruchsteinmauerwerk) übersät. Die Ursache des Verfalls ist nicht bekannt. Keramikfunde wurden gemacht.

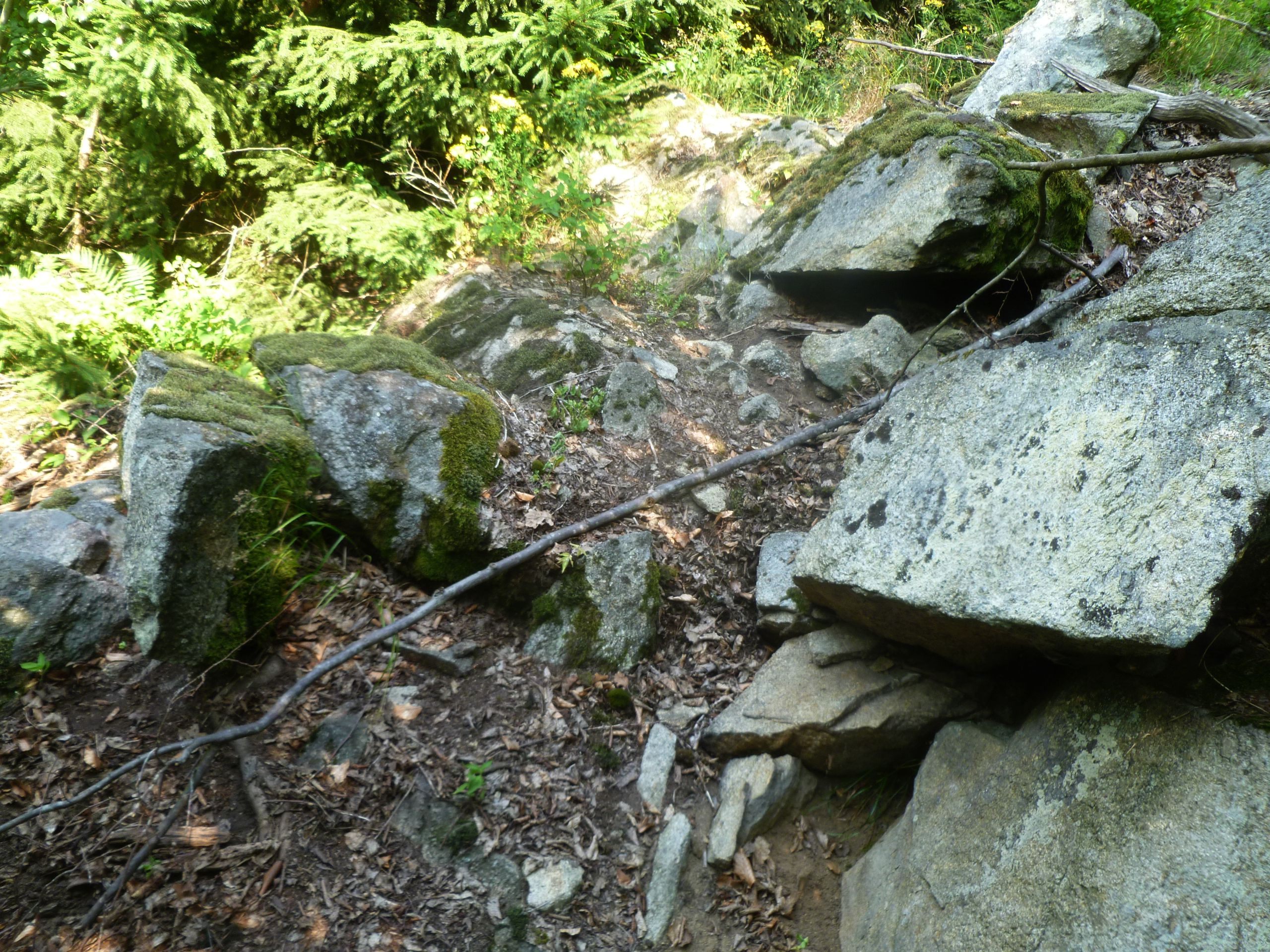
Burgstall Winzberg: Burgtrümmer